# Pygocephalomorpha
A ordem Pygocephalomorpha é um grupo extinto de crustáceos peracáridos. Contém cinco famílias e um gênero incertae sedis.
Pygocephalomorpha foram abundantes desde o Carbonífero até sua extinção no Permiano.